# Пропускна здатність (обчислення)
В інформаційних технологіях пропускна здатність - це максимальна швидкість передачі даних по певному каналу. Пропускна здатність може бути охарактеризована як:
- пропускна здатність мережі[1];
- пропускна здатність даних[2];
- цифрова пропускна здатність[3][4].

Пропускна здатність цифрових сигналів має відміну на відміну від області обробки сигналів, бездротового зв'язку, передачі модемних даних, цифрового зв'язку і електроніки, в якій цей термін використовується для позначення ширини смуги аналогового сигналу, яка вимірюється в герцах, тобто частотного діапазону. між найнижчою і найвищою досяжною частотою при досягненні чітко визначеного рівня погіршення потужності сигналу.
Однак фактична швидкість передачі, яка може бути досягнута, залежить не тільки від ширини смуги сигналу, але і від шуму в каналі. 

## Пропускна здатність мережі
Термін смуга пропускання іноді позначає тільки бітову швидкість - «пікову бітову швидкість», «інформаційну швидкість» або «корисну бітову швидкість» фізичного рівня, пропускну здатність каналу або максимальну пропускну здатність логічного чи фізичного тракту в цифровій системі зв'язку. Наприклад, тести пропускної здатності вимірюють максимальну пропускну здатність комп'ютерної мережі. Максимальна швидкість, яка може підтримуватися на лінії, обмежена пропускною здатністю каналу відповідно до теореми Шеннона-Гартлі для цих систем зв'язку, яка залежить від ширини смуги в герцах і шуму в каналі.

## Споживання пропускної здатності мережі
Споживана смуга пропускання в біт/с відповідає досягнутій пропускній здатності або хорошій продуктивності, тобто середній швидкості успішної передачі даних по каналу зв'язку. На споживану смугу пропускання можуть впливати такі технології, як формування смуги пропускання, керування смугою пропускання, регулювання смуги пропускання, обмеження смуги пропускання, розподіл смуги пропускання (наприклад, протокол виділення смуги пропускання і динамічне виділення смуги пропускання) і т.п. Ширина смуги пропускання бітового потоку пропорційна середній смузі пропускання споживаного сигналу в герцах (середня спектральна ширина смуги аналогового сигналу, що представляє потік бітів) протягом досліджуваного інтервалу часу.
Пропускну здатність каналу можна сплутати з корисною пропускною здатністю даних (або хорошою пропускною спроможністю). Наприклад, канал з певним бітрейтом Х може не обов'язково передавати дані зі швидкістю Х, оскільки протоколи, шифрування і інші чинники можуть додати значні витрати. Наприклад, велика частина інтернет-трафіку використовує протокол управління передачею (TCP), який вимагає тристороннього "рукостискання" для кожної транзакції. Хоча в багатьох сучасних реалізаціях протокол ефективний, він додає значні накладні витрати в порівнянні з більш простими протоколами. Крім того, пакети даних можуть бути втрачені, що додатково знижує корисну пропускну здатність даних. Загалом, для будь-якої ефективної системи цифрового зв'язку необхідний протокол кадрування; накладні витрати і ефективна пропускна здатність залежать від реалізації. Корисна пропускна здатність менше або дорівнює фактичної пропускної здатності каналу мінус накладні витрати на реалізацію. 

## Асимптотична пропускна здатність
Асимптотична пропускна здатність (формально асимптотична пропускна здатність) для мережі є мірою максимальної пропускної спроможності для жодного джерела, наприклад, коли розмір повідомлення (кількість пакетів в секунду від джерела) наближається до максимального обсягу.
Асимптотичну пропускну здатність зазвичай оцінюють, посилаючи через мережу кілька дуже великих повідомлень, вимірюючи наскрізну пропускну здатність. Як і інші смуги пропускання, асимптотична смуга пропускання вимірюється в кратних бітах в секунду. Оскільки стрибки пропускної здатності можуть спотворити вимір, що несуть часто використовують метод 95-го процентиля. Цей метод постійно вимірює використання смуги пропускання і потім видаляє верхні 5 відсотків.

## Пропускна здатність мультимедіа
Цифрова смуга пропускання також може стосуватися: мультимедійної швидкості передачі даних або середньої швидкості передачі даних після стиснення мультимедійних даних (кодування джерела), визначеної як загальний обсяг даних, поділений на час відтворення.
Через необхідність непрактично високих вимог до пропускної здатності нестиснутого цифрового мультимедіа необхідна пропускна здатність мультимедіа може бути значно зменшена за допомогою стиснення даних. Найбільш широко використовуваний метод стиснення даних для зменшення ширини смуги медіа - це дискретне косинусне перетворення (DCT), яке вперше було запропоновано Назиром Ахмедом на початку 1970-х років. Стиснення DCT значно зменшує обсяг потрібної пам'яті і смугу пропускання, необхідні для цифрових сигналів, здатних досягати ступеня стиснення даних до 100:1 в порівнянні з нестисненими даними.

## Пропускна здатність в вебхостингу
У вебхостингу термін "пропускна здатність" часто неправильно використовується для опису передачу великих обсягів даних на вебсайт або з сервера або протягом заданого періоду часу, наприклад, споживання пропускної здатності, накопичене за місяць, виміряний в гігабайтах в місяць. Більш точна фраза, яка використовується для цього значення максимального обсягу передачі даних кожен місяць або даний період, - це щомісячна передача даних.
Аналогічна ситуація може виникнути і у інтернет-провайдерів кінцевих користувачів, особливо в тих випадках, коли пропускна здатність мережі обмежена (наприклад, в районах з нерозвиненою інтернет-зв'язком і в бездротових мережах).

## Пропускна здатність інтернет-з'єднання
У цій таблиці наведено максимальна пропускна здатність (чистий бітрейт фізичного рівня) поширених технологій доступу в Інтернет. 
| 56 Кбіт/с     | Modem / Dialup               |
| 1.5 Мбіт/с    | ADSL Lite                    |
| 1.544 Мбіт/с  | T1/DS1                       |
| 2.048 Мбіт/с  | E1 / E-carrier               |
| 4 Мбіт/с      | ADSL1                        |
| 10 Мбіт/с     | Ethernet                     |
| 11 Мбіт/с     | Wireless 802.11b             |
| 24 Мбіт/с     | ADSL2+                       |
| 44.736 Мбіт/с | T3/DS3                       |
| 54 Мбіт/с     | Wireless 802.11g             |
| 100 Мбіт/с    | Fast Ethernet                |
| 155 Мбіт/с    | OC3                          |
| 600 Мбіт/с    | Wireless 802.11n             |
| 622 Мбіт/с    | OC12                         |
| 1 Гбіт/с      | Gigabit Ethernet             |
| 1.3 Гбіт/с    | Wireless 802.11ac            |
| 2.5 Гбіт/с    | OC48                         |
| 5 Гбіт/с      | USB 3.0                      |
| 7 Гбіт/с      | Wireless 802.11ad            |
| 9.6 Гбіт/с    | OC192                        |
| 10 Гбіт/с     | 10 Gigabit Ethernet, USB 3.1 |
| 40 Гбіт/с     | Thunderbolt 3                |
| 100 Гбіт/с    | 100 Gigabit Ethernet         |

## Закон Едхолма
Закон Едхолма, названий на честь Філа Едхолма в 2004 році,  стверджує, що пропускна здатність телекомунікаційних мереж подвоюється кожні 18 місяців, що прослідковується з 1970-х років. Тенденція очевидна у випадках Інтернету,  стільникових (мобільних), бездротових локальних мереж і бездротових персональних мереж.
MOSFET (польовий транзистор метал-оксид-напівпровідник) є найбільш важливим фактором, що забезпечує швидке збільшення смуги пропускання. MOSFET (МОП-транзистор) був винайдений Мохамедом М. Аталлою і Давоном Кангом в Bell Labs в 1959 році,  став основним компонентом пристроїв сучасних телекомунікаційних технологій. Безперервне масштабування MOSFET, поряд з різними досягненнями в технології MOS, дозволило використовувати як закон Мура (кількість транзисторів в інтегральних мікросхемах подвоюється кожні два роки), так і закон Едхолма (пропускна здатність зв'язку подвоюється кожні 18 місяців ).